# Bietowo
Bietowo is een plaats in het Poolse district  Starogardzki, woiwodschap Pommeren. De plaats maakt deel uit van de gemeente Lubichowo en telt 334 inwoners.